# Antón Lizardo (Veracruz)
Antón Lizardo es una localidad y puerto del estado mexicano de Veracruz. Según el censo de 2020, tiene una población de 6284 habitantes.
Está ubicado en el municipio de Alvarado y forma parte de la Zona Metropolitana de Veracruz.
Antón Lizardo se encuentra ubicado en las coordenadas 19°03′29″N 95°59′18″O / 19.05806, -95.98833 y a una altitud de 8 metros sobre el nivel del mar.
Se localiza a unos 23 kilómetros al sureste de la localidad de Boca del Río, con la que se comunica por una carretera asfaltada.
Antón Lizardo es principalmente conocida por ser la sede de la Heroica Escuela Naval Militar, la principal institución educativa y de formación de oficiales de la Armada de México. En 1914, las fuerzas de Estados Unidos ocuparon el puerto de Veracruz y atacaron a la escuela naval, que en ese tiempo estaba instalada en el puerto, y fue heroicamente defendida por sus cadetes, entre los que murieron Virgilio Uribe y José Azueta.
De acuerdo a los resultados del Censo de Población y Vivienda realizado en 2020 por el Instituto Nacional de Estadística y Geografía, Antón Lizardo tiene una población de 6284 habitantes, de los cuales 2875 son hombres y 3409 son mujeres.

## Origen de su nombre
Existen varias leyendas al respecto:
- Que Antón Lizardo era el nombre de un comerciante, originario de Niza, cuya nao encalló allí en el siglo XVI.
- Que Antón Lizardo o Antón de Lizardi era un pirata español o francés.
- Que Antonio Lizardi fue un anacoreta jesuita que vivió por esos rumbos, a mediados del siglo XVIII.
- La versión formal es la que investigó y publicó José Peña Fentanes (1898-1958), quien fuera Cronista de la Ciudad de Veracruz y Director de su Archivo Municipal, quien encontró que el nombre P. de Antón Nysardo se lee claramente en un mapa de fecha c. 1536, por referencia a un tal Antón Nicardo (Niçardo, Nysardo), que aparece en el “Catálogo de Pasajeros a Indias” como uno de tantos maestres de naos que zarparon del Guadalquivir con rumbo a la Nueva España en 1539. Este navegante, en un previo viaje a Nueva España, había ido a encallar ”a un lugar cercano al río de Medellín o de las Banderas”, "que no puede ser otro que la punta geográfica en que ahora se levanta el edificio de la Heroica Escuela Naval Militar".[5]